# Garcinia livingstonei
Garcinia livingstonei là một loài thực vật có hoa trong họ Bứa. Loài này được T.Anderson mô tả khoa học đầu tiên năm 1867.

## Hình ảnh

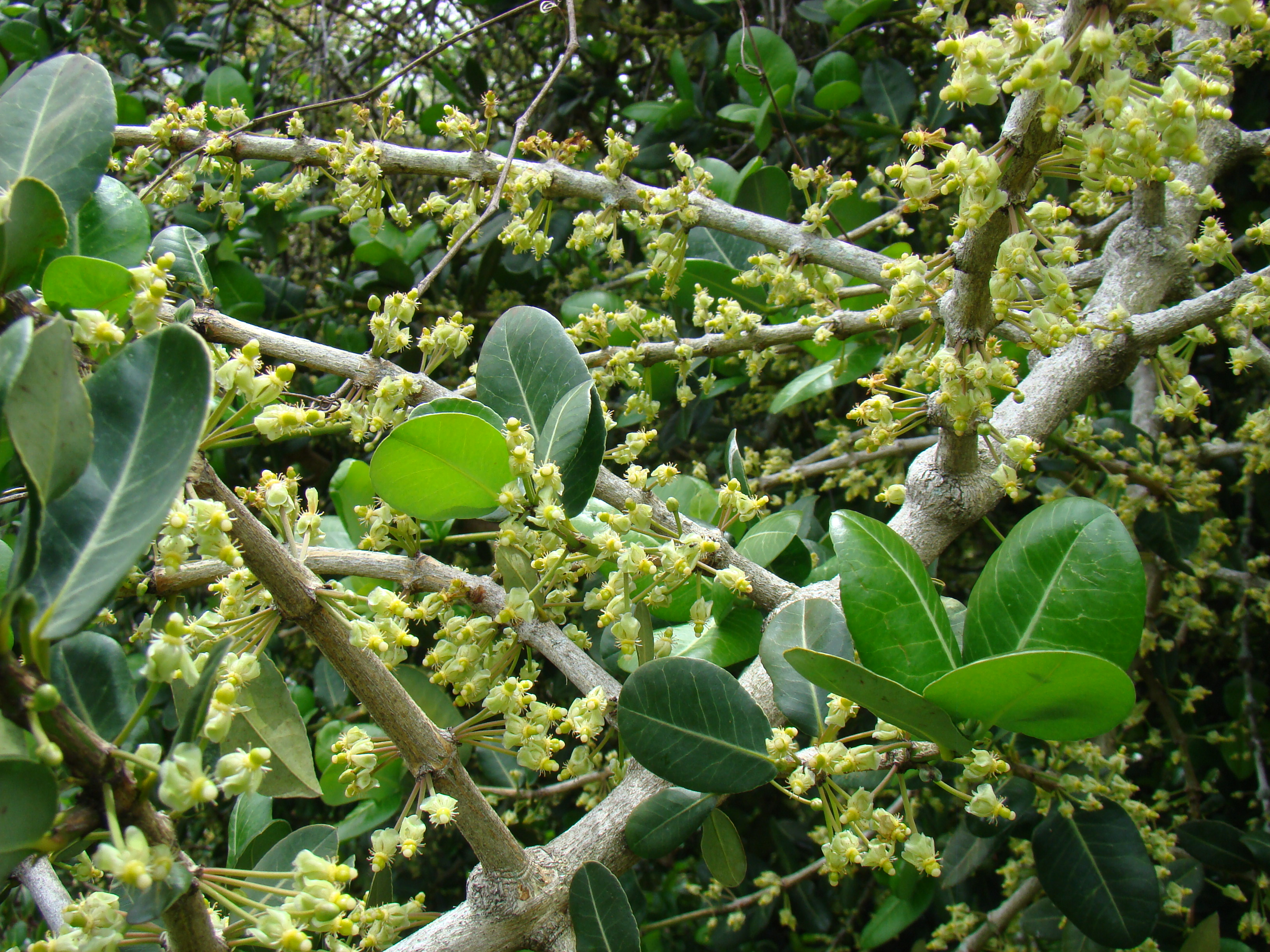
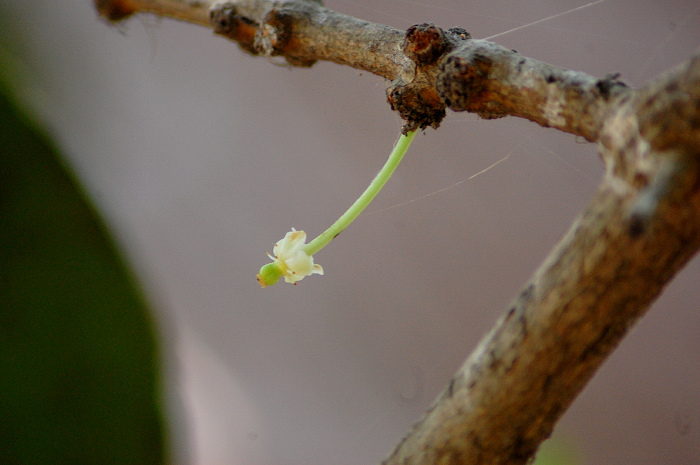
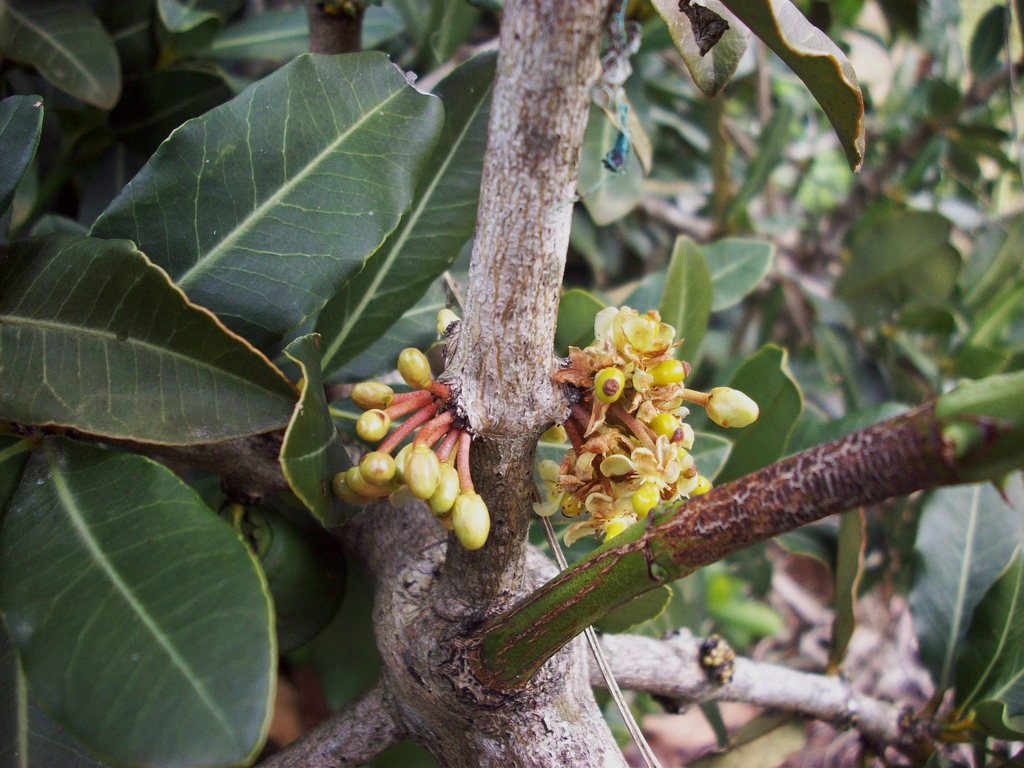
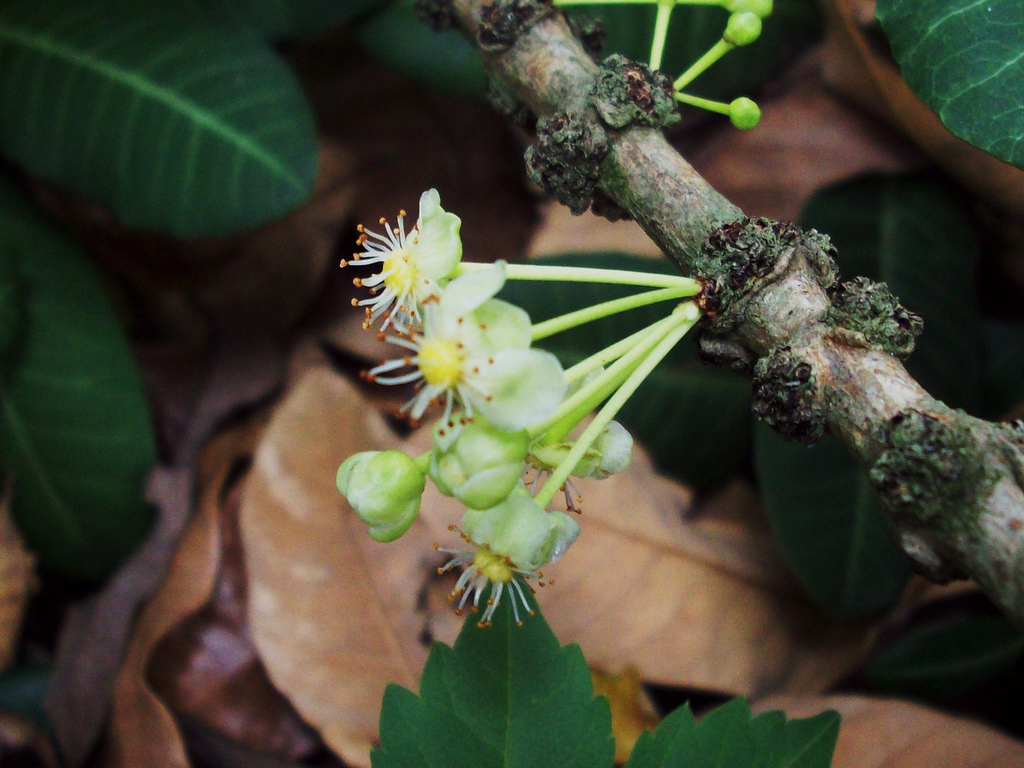